# Chrysoexorista angutifrons
Chrysoexorista angutifrons là một loài ruồi trong họ Tachinidae.